# Schwäbische Bank
Die Schwäbische Bank wurde 1933 in Stuttgart als Privatbank gegründet und bestand bis 2016 in der Rechtsform einer Aktiengesellschaft. Die vorwiegend im Bereich Anlageberatung und Vermögensverwaltung tätige Regionalbank hat ihren Sitz bis heute in Stuttgart. Ab Ende 2008 beteiligte sich die Warburg-Bankengruppe aus Hamburg an der Schwäbischen Bank und übernahm sie zum 1. Januar 2015 komplett. Im Herbst 2016 erfolgte die Verschmelzung mit der ehemaligen Muttergesellschaft M.M.Warburg & CO. Die Zweigniederlassung wurde zum 31. Dezember 2019 geschlossen, sodass die Bank vollständig in M.M. Warburg & CO. aufging.

## Geschichte
Im September 1933 gründeten die Inhaber des Stuttgarter Verlages Franckh-Kosmos, Hofrat Walther Keller, Richard Holzwarth und Euchar Nehmann, mit Gesellschaftern des Verlages das Bankhaus Schwäbische Bank. Die Gründer ernannten Carl Linder zum Geschäftsführenden Vorstand und stellten selbst deren Aufsichtsrat. Linder hatte zuvor für eine Tübinger Bank gearbeitet, für diese in Stuttgart eine Filiale aufgebaut und sich nach der Weltwirtschaftskrise zunächst selbständig gemacht, ehe er zum Vorstand der Schwäbischen Bank berufen wurde. Die Bank bezog zunächst Räume im Stuttgarter Salamander-Bau auf der Königstraße, zog dann aber 1959 in den damals gerade wiederaufgebauten Stuttgarter Königsbau, ein spätklassizistischer Prachtbau. Seit dieser Zeit besteht das Motto der Bank „Eine gute Adresse für Ihr Geld“.
Bis 1971 war die Bank vollständig in privater Hand. 1971 erwarb die HypoVereinsbank Anteile an der Schwäbischen Bank. Diese Anteile in Höhe von 25,05 Prozent wurden Ende 2008 (Vertragsabschluss Anfang 2009) zu einem nicht genannten Verkaufspreis an die Hamburger Warburg Bankengruppe verkauft. Die Hamburger Privatbank erwarb 2012 weitere Anteile von Familiengesellschaftern und stockte ihre Beteiligung auf 78 Prozent auf. Mit Wirkung zum 1. Januar 2015 hat die M.M.Warburg & CO (AG & Co.) KGaA die restlichen Anteile an der Schwäbische Bank AG von Familiengesellschaftern und einer Stiftung erworben. 2016 erfolgte dann die Umwandlung aus einer Aktiengesellschaft in eine Zweigniederlassung im Wege einer Verschmelzung mit der M.M.Warburg & CO. Der Name der Bank wurde beibehalten und die Mitarbeiter übernommen.

## Struktur
Vor ihrer Verschmelzung mit der Warburg-Gruppe war die Schwäbische Bank AG eine vorwiegend im Bereich Vermögensverwaltung und Anlageberatung für zumeist vermögende Privat- und Firmenkunden tätige Universalbank. Örtlich war sie im Bereich Region Mittlerer Neckar verankert, wenngleich sie deutschlandweit tätig war und mehr als 7000 Kunden in 22 Ländern betreute. 2011 wurden im Jahresdurchschnitt 57 Mitarbeiter beschäftigt. Die Bank war Ausbildungsbetrieb und Partner der Dualen Hochschule Baden-Württemberg Stuttgart. Innerhalb der Warburg-Gruppe ist die Schwäbische Bank als Zweigniederlassung zuständig für den Südwesten Deutschlands, genauer Baden-Württemberg und den Großraum Stuttgart. Zielgruppe der Bank sind weiterhin „vermögende Privatkunden, Firmenkunden sowie institutionelle Anleger“.
Der Aufsichtsrat der Schwäbischen Bank AG, dessen Vorsitzender Joachim Olearius war, bestand aus drei Mitgliedern. Für die Geschäftsleitung der Bank trugen bis zur Verschmelzung 2016 die Vorstände Marcus Ebert (seit 2012, seit 2011 Vorstandsmitglied) und Michael Papenfuß die Verantwortung. Peter Linder, der langjährige Sprecher des Vorstands, hatte sich bereits 2012 altersbedingt aus dem aktiven Bankgeschäft zurückgezogen. Mit Stand 2017 sind Marcus Ebert und Thomas Haas Geschäftsführer der Schwäbischen Bank.
Die Schwäbische Bank AG war Mitglied des Bundesverbands deutscher Banken sowie dessen Einlagensicherungsfonds angeschlossen.

## Sonstige Tätigkeiten

### Stiftung: Gutes mit Schönem verbinden
Der ehemalige Großaktionär und Vorstandssprecher der Bank, Peter Linder, gründete 1993 zusammen mit Carl Herzog von Württemberg die Stuttgarter Stiftung „Gutes mit Schönem verbinden“ zur Förderung von Bildung, Erziehung und Kultur im Inland und in Entwicklungsländern.

### Schwäbische Aktien – »zom Fressa’ gern«
Zwischen 1987 und 2005 brachten die jeweiligen Auszubildenden des Bankhauses den kulinarischen Hauptversammlungsführer Schwäbische Aktien – »zom Fressa’ gern« heraus. Die Broschüre enthielt eine Auswahl von schwäbischen Aktiengesellschaften und ein Kalendarium, in dem alle im Heft aufgeführten Aktiengesellschaften nach HV-Datum sortiert waren nebst dem Kurzportrait des jeweiligen Unternehmens (Bilanzsumme, Gezeichnetes Kapital, Umsatz, Jahresüberschuss, Dividende, Höchst-/Tiefkurse) sowie die Aktionärsstruktur (wie beispielsweise: Großaktionäre oder Streubesitz). Das eigentliche Hauptwerk war aber der in schwäbischem Dialekt verfasste Teil mit einer Übersicht, wie die Aktionäre auf der jeweilige Hauptversammlung verpflegt werden sollen.
Beispiel:

„Nach dem tolle Esse em Vorjahr, wollet die […] des Johr no oins draufsetze: zur glacierte Kalbsnuss auf Rieslingsoß gibt’s Champignons, Koreandermöhrle ond Spätzle. Die Frag isch blos no, was es nebe de oigene Getränke zom Schlürfe gibt – die werdet de Wei jo net blos verkoche, oder?“

Das unter den Aktionären beliebte Informationsheft musste 2005 eingestellt werden, weil nicht mehr genügend Aktiengesellschaften der Bank mitteilen wollten, was sie ihren Aktionären als Naturaldividende anbieten würden, da schon der Besitz lediglich einer Aktie zum Zutritt in die Hauptversammlung berechtigt. Im letzten Jahr des Erscheinens bekam die Bank für den in Dialekt formulierten Führer die Friedrich-E.-Vogt-Medaille der Mundartgesellschaft Württemberg e. V. aus Reutlingen.

### Soziales Engagement
Die von der Schwäbische Bank AG herausgegebenen Kunstkalender waren weit über die Region hinaus bekannt und geschätzt. Seit 1993 wurden 17 Kunstkalender von und mit namhaften Künstlern (u. a. Reinhold Nägele, Thomas Naegele, Oskar Schlemmer, Robert Förch) veröffentlicht. Aus den Verkaufserlösen wurden die Hilfsaktionen der Stuttgarter Zeitung (Hilfe für den Nachbarn) und der Stuttgarter Nachrichten (Aktionen Weihnachten e. V.) gefördert. Seit Januar 2016 ist die Schwäbische Bank „offizieller Partner des TVB 1898 Stuttgart“ und wird auf dessen Webseite im „TVB Netzwerk Wirtschaft“ aufgeführt.